# Scutellaria minor
Espèce
Classification phylogénétique
Scutellaria minor, la petite scutellaire, est une espèce de plantes à fleurs de la famille des Lamiaceae. C'est une plante herbacée essentiellement européenne. En France, elle est protégée dans les régions Nord-Pas-de-Calais et Rhône-Alpes.